# Meranoplus nanus
Meranoplus nanus är en myrart som beskrevs av Andre 1892. Meranoplus nanus ingår i släktet Meranoplus och familjen myror. Inga underarter finns listade i Catalogue of Life.